# Hugo Haas
Pour les articles homonymes, voir Haas.
Hugo Haas est un acteur, producteur, réalisateur et scénariste tchèque, né le 19 février 1901 à Brünn (alors en Autriche-Hongrie) et mort le 1er décembre 1968 à Vienne (Autriche).

## Biographie
Son père vendait des chaussures et sa mère était russe; son père aimait l'art, sa mère chantait, son oncle était acteur et sa nièce cantatrice. Après des études où au lycée technique, il s'orienta vers le conservatoire de Brno. Il bifurque ensuite vers l'art dramatique (notamment parce qu'un de se professeurs, Leoš Janáček, lui conseilla de s'orienter vers la comédie ), trouve un engagement dans un théâtre de Brno qui ne lui convient pas et s'en va à Olomouc, puis Ostrava puis Prague où, en 1924, il entre au Divadlo Komedie puis au théâtre de Vinohrady, puis au théâtre national, où il commence à devenir célèbre. Après la cocaïne, des aventures et Adina Mandlová, il épousa Marie von Bibikoff, fille du dernier ambassadeur de Russie en Suisse, qui lui permettra d'entrer aux États-Unis après son exclusion du Théâtre national à cause de ses origines juives.
Comme acteur, Hugo Haas débute au cinéma (ainsi qu'au théâtre) dans son pays natal et contribue à trente films tchèques (les deux premiers muets) de 1925 à 1939 (le dernier sorti en 1941). À la suite de l'Anschluss en 1938, il parvient à fuir le nazisme l'année suivante et, après un passage par la France, l'Espagne et le Portugal, se réfugie aux États-Unis en 1940 — son frère aîné, le compositeur Pavel Haas (1899-1944), n'a pas cette chance et meurt en camp de concentration.
Hormis un film français tourné en 1940, mais sorti seulement en 1945 (Documents secrets de Léo Joannon, avec Marie Déa), Hugo Haas poursuit sa carrière d'acteur dans son pays d'adoption, avec trente-six films américains (dont des westerns), sortis de 1944 à 1962, année où il se retire et regagne l'Europe. Mentionnons L'Aveu de Douglas Sirk (1944, avec Linda Darnell et George Sanders), Le Bagarreur du Kentucky de George Waggner (1949, avec John Wayne) et Les Mines du roi Salomon de Compton Bennett et Andrew Marton (version de 1950, avec Deborah Kerr et Stewart Granger).
Toujours aux États-Unis, il apparaît à la télévision dans six séries, entre 1949 et 1960 (notamment Bonanza et Aventures dans les îles). De plus, il joue au théâtre à Broadway, où il collabore à deux pièces en 1942 (dont R. U. R. de son compatriote Karel Čapek), puis à une comédie musicale en 1948.
Durant sa carrière, Hugo Haas est également producteur de treize films, le premier tchèque sorti en 1937, les douze suivants américains, sortis de 1951 à 1962.
Comme réalisateur, on lui doit six films tchèques de 1933 à 1939, quatorze films américains de 1951 à 1962, un épisode d'une série en 1956 (Le Choix de...) et deux épisodes d'une autre série en 1957.
Enfin, comme scénariste, Hugo Haas participe à treize films tchèques de 1933 à 1939 (le dernier sorti en 1941) et, exception notable, au film français Le Mari rêvé de Roger Capellani (1936, avec Pierre Brasseur et Arletty), dont la musique est cosignée par son frère Pavel. Puis il contribue à l'écriture de douze films américains de 1951 à 1962 (il en est aussi producteur et réalisateur).

## Filmographie partielle
(comme acteur, sauf mention contraire ou complémentaire)

### Au cinéma

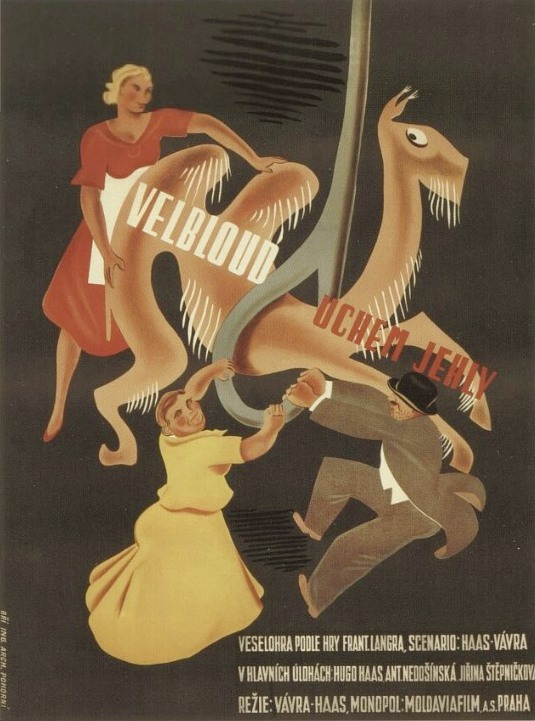
Poster pour Velbloud uchem jehly (1936)

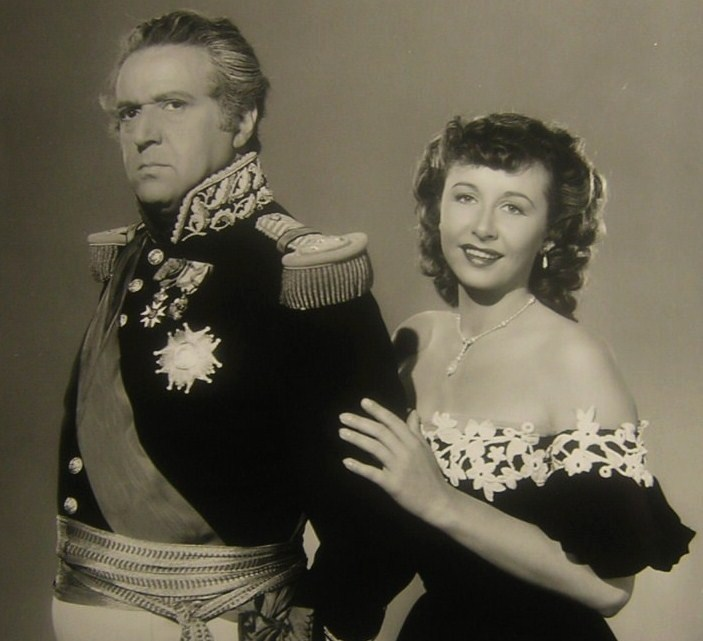
Avec sa compatriote Vera Ralston,
dans Le Bagarreur du Kentucky
(1949, photo promotionnelle)

- 1931 : Naceradec, král kibicu de Gustav Machatý
- 1933 : La vie est une chienne de Martin Frič
- 1933 : Okénko (+ réalisateur, conjointement avec Vladimír Slavínský)
- 1936 : Velbloud uchem jehly (+ réalisateur — conjointement avec Otakar Vávra — et scénariste)
- 1936 : Le Mari rêvé de Roger Capellani (scénariste)
- 1937 : Kvocna (réalisateur et scénariste)
- 1937 : Devcata, nedejte se ! (+ réalisateur et scénariste)
- 1937 : La Chute du tyran ou La Grande Solution (Bílá nemoc) (+ producteur, réalisateur et scénariste)
- 1944 : Jours de gloire (Days of Glory) de Jacques Tourneur
- 1944 : L'Aveu (Summer Storm) de Douglas Sirk
- 1944 : Strange Affair (en) d'Alfred E. Green
- 1944 : La Princesse et le Pirate (The Princess and the Pirate) de David Butler
- 1945 : Documents secrets de Léo Joannon (tourné en 1940)
- 1945 : Jealousy de Gustav Machatý
- 1945 : Une cloche pour Adano (A Bell for Adano) d'Henry King
- 1945 : La Femme du pionnier (Dakota) de Joseph Kane
- 1945 : What Next, Corporal Hargrove? de Richard Thorpe
- 1946 : Two Smart People de Jules Dassin
- 1946 : Féerie à Mexico (Holiday in Mexico) de George Sidney
- 1947 : Bel-Ami (The Private Affairs of Bel Ami) d'Albert Lewin
- 1947 : Sénorita Toréador (Fiesta) de Richard Thorpe
- 1947 : Poste avancé (Northwest Outpost) d'Allan Dwan
- 1947 : L'As du cinéma (Merton of the Movies) de Robert Alton
- 1947 : La Fière Créole (The Foxes of Harrow) de John M. Stahl
- 1948 : My Girl Tisa (en) d'Elliott Nugent
- 1948 : Casbah de John Berry
- 1948 : La Petite Téléphoniste (For the Love of Mary) de Frederick de Cordova
- 1949 : Le Bagarreur du Kentucky (The Fighting Kentuckian) de George Waggner
- 1950 : Vengeance corse (Vendetta) de Mel Ferrer
- 1950 : Les Mines du roi Salomon (King Salomon's Mines) de Compton Bennett et Andrew Marton
- 1951 : La Racoleuse (Pickup) (+ producteur, réalisateur et scénariste)
- 1951 : The Girl on the Bridge (+ producteur, réalisateur et scénariste)
- 1952 : Strange Fascination (+ producteur, réalisateur et scénariste)
- 1953 : Thy Neighbor's Wife (+ producteur, réalisateur et scénariste)
- 1953 : One Girl's Confession (+ producteur, réalisateur et scénariste)
- 1954 : The Other Woman (+ producteur, réalisateur et scénariste)
- 1954 : Bait (+ producteur, réalisateur et scénariste)
- 1955 : La potence est pour demain (Hold Back Tomorrow) (producteur, réalisateur et scénariste)
- 1956 : Edge of Hell (+ producteur, réalisateur et scénariste)
- 1957 : Hit and Run (en)  (+ producteur, réalisateur et scénariste)
- 1957 : Lizzie (+ réalisateur)
- 1959 : Born to be loved (+ producteur, réalisateur et scénariste)
- 1959 : Le Grand Damier (réalisateur)
- 1962 : Paradise Alley (+ producteur, réalisateur et scénariste)

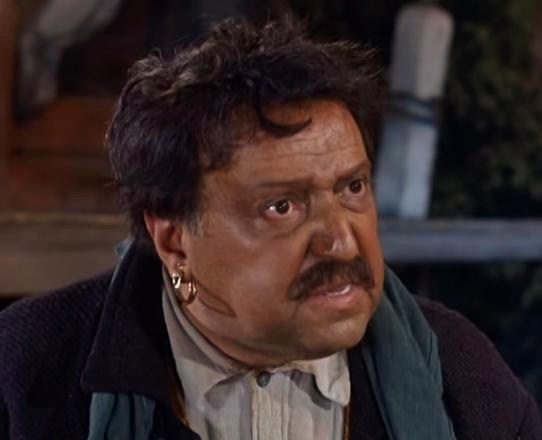
Dans Bonanza, épisode Dark Star (1960).

### À la télévision (séries)
- 1956 : Le Choix de... (Screen Directors Playhouse)
  - Saison unique, épisode 26 The Dream (réalisateur)
- 1957 : Telephone Time
  - Saison 2, épisode 25 Escape (+ réalisateur) et épisode 29 Rabbi on Wheels (+ réalisateur)
- 1960 : Aventures dans les îles (Adventures in Paradise)
  - Saison 1, épisode 19 Eden (Isle of Eden) de Gerd Oswald
- 1960 : Bonanza
  - Saison 1, épisode 31 Dark Star de Lewis Allen

## Théâtre (sélection)
- 1942 : The First Crocus d'Arnold Sundgaard, avec Jocelyn Brando (à Broadway)
- 1942 : R. U. R. de Karel Čapek, adaptation de Paul Selver, mise en scène de Lee Strasberg (à Broadway)
- 1948 : Magdalena, comédie musicale, musique d'Heitor Villa-Lobos, lyrics de Robert Wright et George Forrest, livret de Frederick Hazlitt Brennan et Homer Curran, mise en scène de Jules Dassin, chorégraphie de Jack Cole, costumes d'Irene Sharaff (à Broadway)